# Supergrass
Supergrass est un groupe de rock britannique, originaire d'Oxford, en Angleterre. Le groupe connaît le succès au milieu des années 1990, en pleine période britpop, vendant plus d'un million d'exemplaires de leur premier album, I Should Coco (1995), et atteignant le top des ventes anglaises. L'album est notamment porté par le single Alright (en). Formé en 1993, le groupe se sépare en 2010. En Septembre 2024, le groupe annonce sa reformation et une tournée en 2025 pour jouer en intégralité leur premier album I Should Coco. 

## Biographie

### Débuts (1990–1993)
À l'âge de seize ans, Gaz Coombes et Danny Goffey (en) forment The Jennifers, avec Coombes à la guitare et Goffey à la batterie. Le groupe se forge une réputation sur la scène oxfordienne, influencé par Ride, les Inspiral Carpets, les Kinks, les Who et une dose de Shoegazing. Le groupe enregistre même un single en 1992 sur le label Nude Records, avant de se séparer.
Coombes rencontre Mick Quinn, un collègue dans le restaurant dans lequel il travaillait. Il se lie d'amitié avec ce musicien amateur qui joue dans des groupes locaux. Coombes l'invite à jouer avec lui et Goffey. En février 1993, Quinn à la basse, Goffey à la batterie, et Coombes qui se charge du chant et de la guitare, forment les Theodore Supergrass, vite rebaptisés Supergrass.

### Période britpop (1994–2003)
Supergrass donne son premier vrai concert à la Jericho Tavern d'Oxford. À l'été 1994, Supergrass sort son premier single Caught by the Fuzz sur un petit label indépendant, Backbeat Records. La chanson parle de l'expérience du chanteur et guitariste, Gaz Coombes, arrêté par la police en possession de marijuana. Les deux cent cinquante copies se vendent rapidement, en partie grâce au soutien de John Peel, animateur de la BBC Radio 1, qui diffuse le titre.
Le groupe signe sur le label Parlophone qui sort à nouveau le single, à l'automne 1994. Supergrass est — fait rare — single de la semaine à la fois dans les magazines NME et Melody Maker. En mai 1995, sort leur premier album I Should Coco, porté par le single Alright (en) qui passe en boucle sur les ondes. Alright entre dans le top 10 britannique avec 500 000 exemplaires vendus, et un million dans le monde. Ce succès leur a valu les félicitations de Blur et Suede, autres groupes déjà lancés dans la britpop.
Leur deuxième album, In It for the Money, sort en 1997 en pleine Cool Britannia, et prolonge le succès, se plaçant en deuxième position. Ils sont alors rejoints par le frère de Gaz Coombes, Robert Coombes (piano claviers), dont l'arrivée est largement expliquée dans le clip de Sun Hits the Sky. Leur troisième album, l'éponyme Supergrass, sort en 1999. Numéro 3 au Royaume-Uni, il marque un tournant vers le rock alternatif. Tournant confirmé par l'album suivant, Life On Other Planets, qui touche même à l'électro. Il marque cependant une chute des ventes, se classant seulement 9e au Royaume-Uni.

### Développement (2004–2008)
Le groupe sort en 2004 pour l'anniversaire de sa formation un best-of, Supergrass Is Ten, qui sera certifié disque d'or au Royaume-Uni, atteignant la 4e position. Le succès commercial ne revient cependant toujours pas avec le cinquième opus du groupe, Road to Rouen, sorti en 2005, beaucoup plus calme, et dont l'enregistrement est endeuillé par la mort de la mère des frères Coombes. Road to Rouen est enregistré en France dans un studio bâti par le groupe en Normandie.
Le premier single de l'album, intitulé St. Petersburg, est publié le 8 août 2005. L'album est publié une semaine plus tard, le 27 septembre en Amérique du Nord, et atteint la neuvième place des charts britanniques. Les avis sont partagés, mais l'album réussit à faire gagner au groupe de nouveaux fans et un respect créatif. Le deuxième single, Low C, comprend une vidéo de Garth Jennings, tournée à Weeki Wachee Springs, en Floride. Le troisième single, Fin, interprète le deuil de la mère des frères Coombes. The Guardian le considère comme : « tellement envoutant que l'écouter, c'est comme être somnambule dans l'espace. » Le groupe entame ensuite des concerts acoustiques avec le percussionniste Satin Singh. Entre août 2005 et septembre 2006, ils jouent au Japon, en Amérique du Sud, aux États-Unis et en Europe, terminant avec un concert mémorable au Beijing Pop Festival.
En 2007, le groupe sort l'album Diamond Hoo Ha, qui marque un important passage à l'ombre du groupe. L'album est enregistré au studio Hansa Tonstudio, de Berlin, avec le producteur Nick Launay, et mixé aux Seedy Underbelly Studios de Los Angeles. L'album est placé à la 19e position au Royaume-Uni.

### Fin et séparation (2008–2010)
En 2008, le contrat qui liait Supergrass et la firme EMI prend fin, et le single prévu, Rebel In You, ne sortira jamais, ni chez EMI ni comme prévu sur le label indépendant Supergrass Records. Supergrass signe avec Cooking Vinyl en août 2009. Alors qu'un nouvel album, Release the Drones, était prévu pour mai 2010 puis janvier de l'année suivante, le groupe annonce leur séparation, effective depuis le 12 avril 2010, en raison de différends artistiques. Supergrass effectue une dernière tournée de quatre dates qui se conclut le 11 juin 2010 à Paris, à la Cigale.
Gaz Coombes et Danny Goffey se sont d'ores et déjà lancés dans un nouveau projet, The Hotrats. Danny Goffey rejoint également les Babyshambles de Pete Doherty. Mick Quinn, quant à lui, commence une nouvelle aventure en créant DB Band et son tube, Bus Stop Shuffle.
Le 3 septembre 2022, le groupe se reforme exceptionnellement à l’occasion du concert hommage à Taylor Hawkins (batteur du groupe Foo Fighters) au Wembley Stadium de Londres. Ils y joueront 3 titres: Richard III, Alright, et Caught by the fuzz, que Taylor Hawkins avait joué sur scène avec eux quelques années auparavant avant que Danny Goffey n’arrive en courant et plonge sur la batterie et Taylor par la même occasion.

## Discographie

### Albums studio
- 1995 : I Should Coco
- 1997 : In It for the Money
- 1999 : Supergrass
- 2002 : Life on Other Planets
- 2005 : Road to Rouen
- 2008 : Diamond Hoo Ha

### Compilations, rééditions et live
- 2000 : B-Side Trax
- 2004 : Supergrass Is 10
- 2009 : Complete Single Collection
- 2015 : I Should Coco (édition remastérisée 20e anniversaire : coffret trois CD inclus album original, faces B, démos, live...)
- 2020 : The Strange Ones 1994-2008 (coffret six CD inclus les six albums originaux, cinq heures de live inédits, remixes, faces B, démos, versions acoustiques, raretés, inédits et le single remix 2020 de Caught By The Fuzz / Richard III)
- 2020 : Life on Other Planets (coffret 3CD Live)
- 2021 : In It for the Money (édition remastérisée : coffret trois CD inclus album original, faces B, démos, inédits, live...)
- 2022 : Supergrass (édition remastérisée : coffret deux CD inclus album original, faces B, démos, remixes, live...)
- 2023 : Life on Other Planets (édition remastérisée : coffret trois CD inclus album original, faces B, démos, live...)

### Vidéographie
- 2004 : Supergrass is 10 (documentaire + clips)
- 2008 : Diamond Hoo Ha - Glange Fever (live + documentaire)